# Un parapluie pour jeunes mariés
Pour plus de détails, voir Fiche technique et Distribution.
Un parapluie pour jeunes mariés (Зонтик для новобрачных, Zontik dlia novobratchnykh) est un film soviétique réalisé par Rodion Nakhapetov, sorti en 1986,.

## Fiche technique
- Titre français : Un parapluie pour jeunes mariés[3]
- Titre original : Зонтик для новобрачных, Zontik dlia novobratchnykh
- Photographie : Vladimir Chevtsik
- Musique : Isaak Chvarts
- Décors : Youri Kladienko, Natalia Ivanova
- Montage : Polina Skatchkova